# Serhildan
Serhildan ist die Bezeichnung für verschiedene kurdische Unruhen seit den 1990er Jahren in der Türkei.

## Etymologie
Serhildan setzt sich zusammen aus den kurdischen Wörtern ser, was „Kopf“ bedeutet, und hildan, was „erheben“ bedeutet. Serhildan bedeutet also wörtlich übersetzt „den Kopf erheben“ und hat die Bedeutung „Erhebung“ oder „Aufstand“. In Zazaki wird der Volksaufstand als Serewedaritiş bezeichnet.

## Geschichte

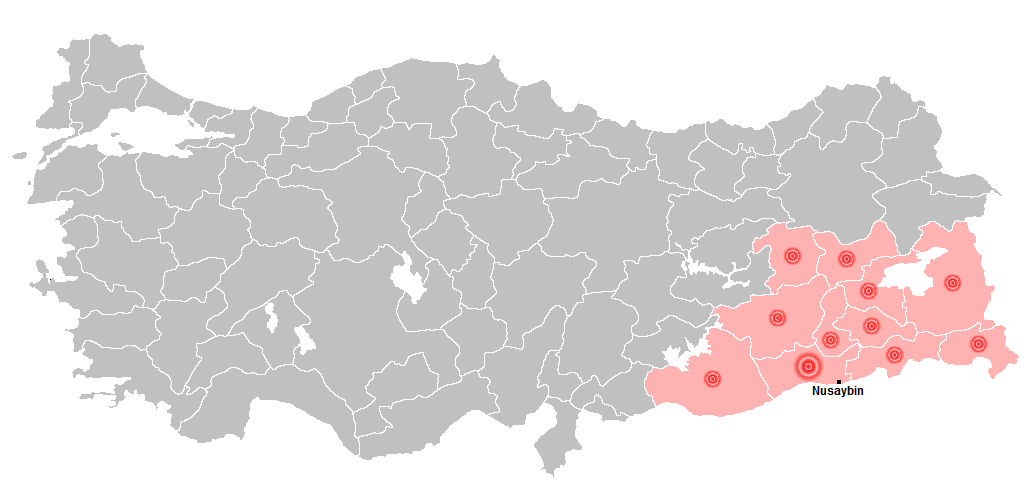
Von den Unruhen 1990 betroffene Provinzen und die Lage Nusaybins.

Nach den großen kurdischen Aufständen Anfang bis Mitte des 20. Jahrhunderts, dem Koçgiri-Aufstand, Scheich-Said-Aufstand, Ararat-Aufstand und Dersim-Aufstand ereigneten sich im Jahre 1990 in der südostanatolischen Stadt Nusaybin, nahe der Grenze zur Syrien, die ersten gewaltsamen Aktionen der Bevölkerung gegen Polizeibeamte und staatliche Einrichtungen. Der Aufstand in Nusaybin gilt als Beginn des Serhildans, im Laufe der folgenden Tage weiteten sich die Unruhen zunächst auf andere Städte der Provinz Mardin und auf die benachbarten Provinzen Batman, Diyarbakır, Siirt, Şanlıurfa und Şırnak, später auch auf andere ostanatolische Provinzen wie Bingöl, Bitlis, Hakkâri, Muş und Van sowie Großstädte wie Ankara, Istanbul, Izmir und Mersin.
Seit den Unruhen 1990 treten Aufstände gelegentlich vereinzelt auf, vor allem nach dem Tod von PKK-Kämpfern, am 21. März (Newroz) des jeweiligen Jahres oder am 27. November (Gründungsdatum der PKK) des jeweiligen Jahres. Die Aufstände nahmen Ende November 2009 wieder zu. Der Grund waren die Haftbedingungen Abdullah Öcalans auf İmralı. Nach dem Verbot der kurdischen Partei DTP am 11. Dezember 2009 spitzte sich die Situation weiter zu. Der Aufstand kostete insgesamt drei Menschen das Leben. Ein 23-jähriger kurdischer Student wurde in Diyarbakır getötet und die anderen zwei wurden in Bulanık von einem Ladenbesitzer getötet, da dessen Laden von den Aufständischen mit Molotowcocktails beschmissen wurde. Etwa 50 Personen wurden bei den Unruhen verletzt und über 100 Personen wurden verhaftet.